# Мамоново (Новосибірська область)
Мамоново (рос. Мамоново) — село у Маслянинському районі Новосибірської області Російської Федерації.
Входить до складу муніципального утворення Мамоновська сільрада. Населення становить 1588 осіб (2017).

## Історія
Згідно із законом від 2 червня 2004 року органом місцевого самоврядування є Мамоновська сільрада.

## Населення
| 2002  | 2007  | 2010  | 2012  | 2013  | 2014  | 2015  |
| ----- | ----- | ----- | ----- | ----- | ----- | ----- |
| 1629  | ↘1600 | ↗1610 | ↘1574 | ↘1566 | ↗1571 | ↗1584 |
| 2016  | 2017  |       |       |       |       |       |
| ↘1582 | ↗1588 |       |       |       |       |       |